# Język campalagian
Język campalagian (lub tjampalagian), także: tallumpanuae, tasing, kone-konee (kone’ kone’e , koneq-koneq, koneq-koneqe) – język austronezyjski używany w prowincji Celebes Zachodni w Indonezji (kecamatan Campalagian, kabupaten Polewali Mandar). Według danych z 1987 roku posługuje się nim 30 tys. osób.
Jest blisko spokrewniony z językiem bugijskim. W regionie przeważa język mandarski; zdarza się, że campalagian jest mylnie postrzegany jako jego dialekt. Ludność Campalagian to mało znana mniejszość językowa, która miała przybyć z regionu Bone. Niegdyś campalagian był też wzmiankowany jako dialekt języka bugijskiego. Niemniej charakter jego związku z bugijskim pozostaje niejasny; niewykluczone, że podobieństwa między tymi językami można wytłumaczyć konwergencją.
Zidentyfikowano dwa dialekty (campalagian i buku), które są związane z rejonami miejscowości Campalagian i Buku.
Potencjalnie zagrożony wymarciem, gdyż istotną rolę społeczną odgrywają inne języki (narodowy indonezyjski jako język edukacji i lingua franca, mandarski jako większościowy język regionalny). We wsi Bonde pozostaje w użyciu w kontaktach domowych i sąsiedzkich oraz w sferze religijnej, choć przede wszystkim wśród osób w wieku 20 lat i starszych; osoby młodsze najczęściej komunikują się między sobą w języku indonezyjskim. W innych miejscowościach (Parappe, Buku, Passairang, Panyampa, Banua Baru, Katumbangan Lemo) campalagian to środek komunikacji jedynie części rodzin. Wielojęzyczny charakter regionu sprawia, że nierzadki jest code switching.
Sporządzono jego słownik (2020). Nie wykształcił piśmiennictwa.